# Encephalartos sclavoi
Encephalartos sclavoi — вид голонасінних рослин класу саговникоподібні (Cycadopsida).
Етимологія: dшанування Жана-П'єра Склаво (фр. Jean Pierre Sclavo), Франція, відомого дослідника й колекціонера саговникоподібних, який виявив цей вид.

## Опис
Рослини деревовиді; стовбур 1 м заввишки, 35 см діаметром. Листки довжиною 170—200 см, темно-зелені, напівглянсові; хребет зелений, прямий, жорсткий або злегка зігнутий; черешок прямий, з 1–6 шипами. Листові фрагменти ланцетні; середні — 18–25 см завдовжки, 30–40 мм завширшки. Пилкові шишки 1–2, вузькояйцеподібні, жовті, завдовжки 20–25 см, 10 см діаметром. Насіннєві шишки 1–2, яйцеподібні, жовті, завдовжки 30–40 см, 15–20 см, діаметром. Насіння довгасте, завдовжки 25–30 мм, шириною 20 мм, саркотеста жовта.

## Поширення, екологія
Відомий тільки з типового місцезнаходження англ. Shume Magamba Forest Reserve в західних горах Усамбара, в  районі Тангау на північному сході Танзанії. Росте на висотах від 1800 до 2100 м. Росте на крутих, відносно сухих, південних скелястих схилах на луках і скелястих відслоненнях в оточенні гірських лісів.

## Використання
Насіння збирають в лікувальних цілях народні цілителі, а також збирають браконьєри.

## Загрози та охорона
Загрозами є експлуатація цілителями та браконьєрами, розширення поселень, природні та техногенні пожежі. Зустрічається в англ. Shume Magamba Forest Reserve.